# Mang Kanor
Mang Kanor es una película erótica dramática independiente filipina de 2023 escrita y dirigida por Greg Colasito. Está protagonizada por Rez Cortez, Nika Madrid, Rob Sy, Joni McNab y Seon Quintos. La película trata sobre cómo cambió la vida de un empresario cuando sus videos sexuales se volvieron virales.

## Elenco
- Rez Cortez como Mang Kanor[3]
- Nika Madrid como Sandra
- Rob Sy como Bart
- Joni McNab como Linday
- Seon Quintos como Tisoy
- Emelyn Cruz como Lyka
- Rain Perez como el joven Mang Kanor
- John Rhey Flores como César
- Carlo Mendoza como Julio
- Via Veloso como Aling Lydia
- Marlon Mance como Paul
- Atty. Aldwin Alegre como Atty Gálvez
- Chai-Chai como Betty
- Sherilyn Reyes como Maegan
- Purple Conde como Sheng
- Judy Ann Marasigan como Rose
- Merab Soriano como Emily
- Princess Latiza como Mildred

## Controversias
El 20 de enero de 2023, la Junta de Clasificación y Revisión de Películas y Televisión (MTRCB) emitió avisos de comparecencia a tres entidades en relación con la exhibición de la película Mang Kanor y sus materiales publicitarios relacionados.

## Lanzamiento
Mang Kanor fue lanzada el 28 de enero de 2023 por AQ Prime.

## Banda sonora
| N.º | Título | Duración |  |

- Magbabalik

Compositor: Carlo Alvarez, interpretada por Random Mischief, mezclada y masterizada por Sean Tuesday, lanzada por Blackbox Records 2022
- Intro

Compositor: Sean Tuesday, interpretada por Sean Tuesday en octubre de 2022
- Saying No Means Goodbye

Compositor: Sean Tuesday, interpretada por Sean Tuesday en octubre de 2022
- Mother and Son

Compositor: Sean Tuesday, interpretada por Sean Tuesday, octubre de 2022
- Three Is Not A Crowd

Compositor: Sean Tuesday, interpretada por Sean Tuesday, octubre de 2022
- Tiboy's Charm

Compositor: Sean Tuesday, interpretada por Sean Tuesday, octubre de 2022
- Kanor's True Love

Compositor: Sean Tuesday, interpretada por Sean Tuesday, octubre de 2022
- Lust Crusade

Compositor: Sean Tuesday, interpretada por Sean Tuesday, octubre de 2022
- Something is Missing

Compositor: Sean Tuesday, interpretada por Sean Tuesday, octubre de 2022
- To All The Girls I F@*ked Before

Compositor: Sean Tuesday, interpretada por Sean Tuesday, octubre de 2022